# Иштеряково (Татарстан)
 Иштеряково — село в Тукаевском районе Татарстана. Административный центр Иштеряковского сельского поселения.

## География
Находится в северо-восточной части Татарстана, в верховье реки Авлашка, в 30 км к юго-западу от районного центра — города Набережные Челны.

## История
Известна с 1678 года как Бачкеева Пустошь. В исторических документах упоминается также под названием Алансу. 
В XVIII — первой половине XIX века жители относились к сословию государственных крестьян. Занимались земледелием, разведением скота, пчеловодством, плотничным и печным промыслами. 
В «Списке населенных мест по сведениям 1870 года», изданном в 1877 году, населённый пункт упомянут как деревня Иштерякова (Иштеряковский Завод, Алансу) 4-го стана Мензелинского уезда Уфимской губернии. Располагалась при речке Алансу, по левую сторону коммерческого тракта из Бугульмы в село Бетьки, в 76 верстах от уездного города Мензелинска и в 36 верстах от становой квартиры в селе Бережные Челны. В деревне, в 83 дворах жили 486 человек (248 мужчин и 238 женщин, татары), были мечеть, училище, водяная мельница. Жители занимались земледелием, скотоводством, пчеловодством, плотничеством, печным ремеслом.
По сведениям переписи 1897 года, в деревне Иштерякова (Киргиз-Каракалпак-Аланцу) Мензелинского уезда Уфимской губернии жили 756 человек (382 мужчины и 374 женщины), все мусульмане.
В конце XIX века земельный надел сельской общины составлял 1002,5 десятины. 
До 1920 года село входило в Афонасовскую волость Мензелинского уезда Уфимской губернии. С 1920 года в составе Мензелинского, с 1922 — Челнинского кантонов ТАССР. С 10.08.1930 в Челнинском, с 01.11.1972 в Заинском, с 26.12.1977 в Тукаевском районах.

## Население
| 1870 | 1897 | 1920 | 1926 | 1938 | 1949 | 1958 | 1970 | 1979 | 1989 | 2002 |
| ---- | ---- | ---- | ---- | ---- | ---- | ---- | ---- | ---- | ---- | ---- |
| 486  | 756  | 1073 | 902  | 954  | 718  | 410  | 508  | 395  | 448  | 540  |

Национальный состав села — татары.

## Экономика
Полеводство, молочное скотоводство. 

## Инфраструктура
Средняя школа, дом культуры, библиотека.